# Olenellus
Olenellinae
Sous-famille
Genre
Olenellus est un genre de trilobites de la famille des Olenellidae, le seul de la sous-famille des Olenellinae.

## Taxinomie
Le genre Olenellus a été décrit en 1861 par le paléontologue américain James Hall (1811-1898) dans une publication du paléontologue canadien Elkanah Billings (1820-1876).
La sous-famille des Olenellinae a été décrite en 1890 par le paléontologue américain Charles Doolittle Walcott (1850-1927).

## Galerie

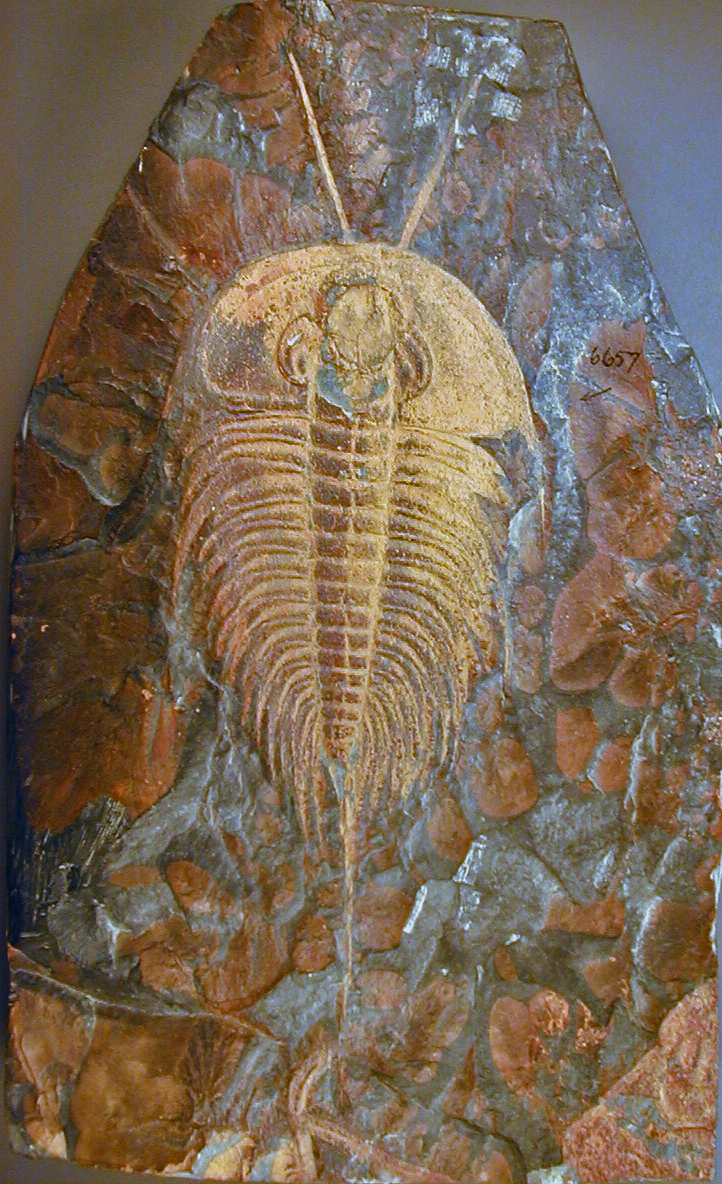
Olenellus thompsoni.
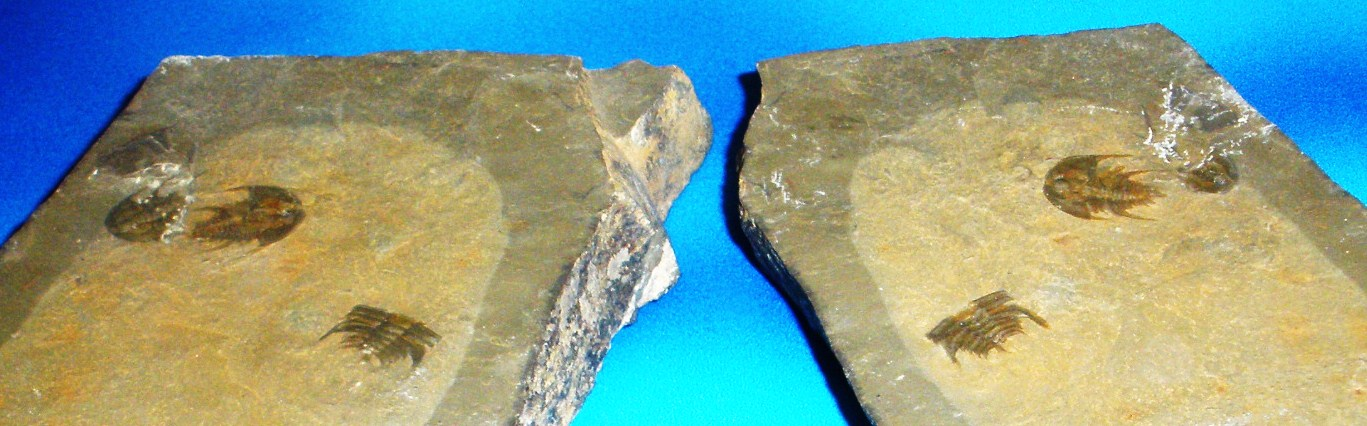
Olenellus clarcki.
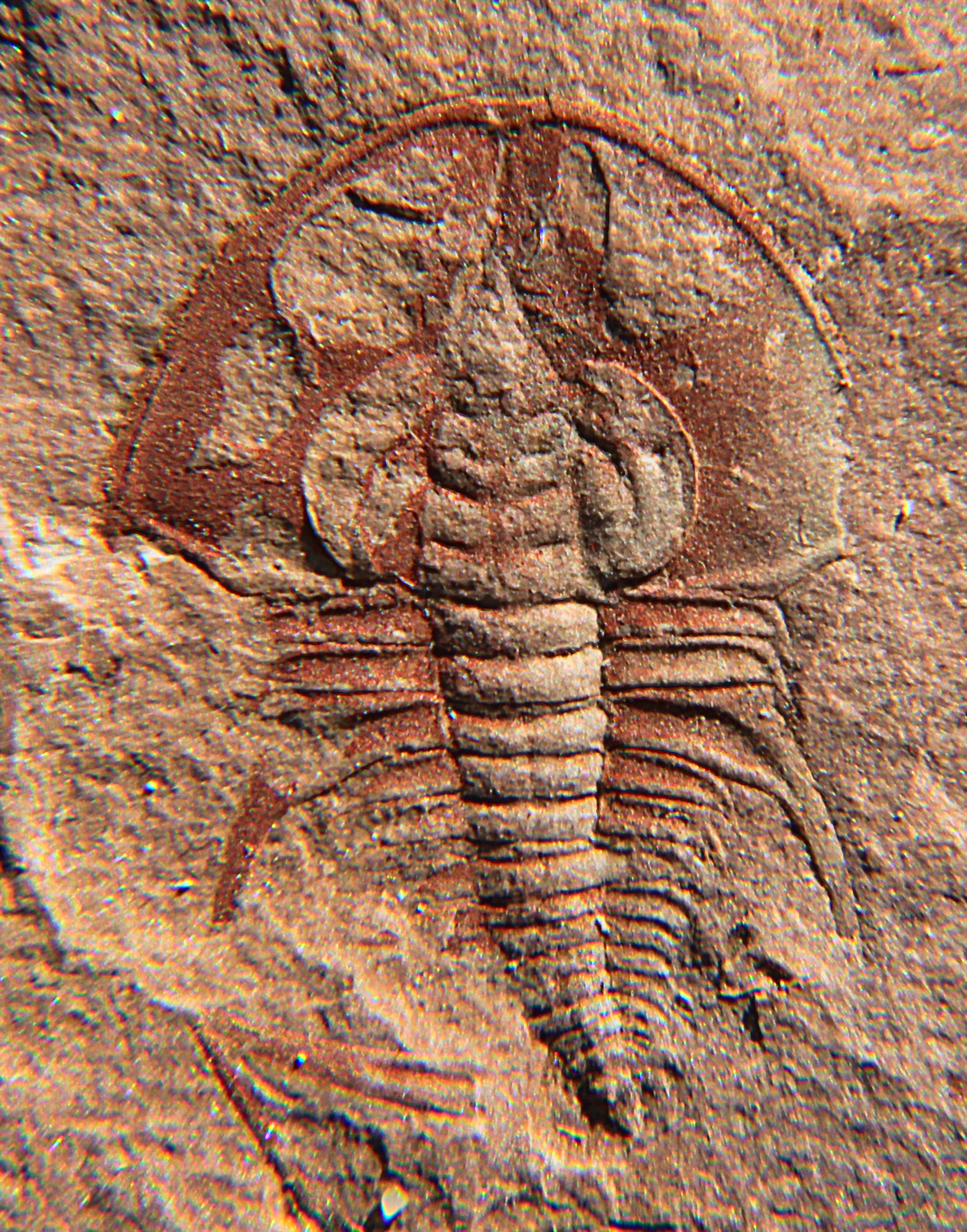
Olenellus chiefensis.
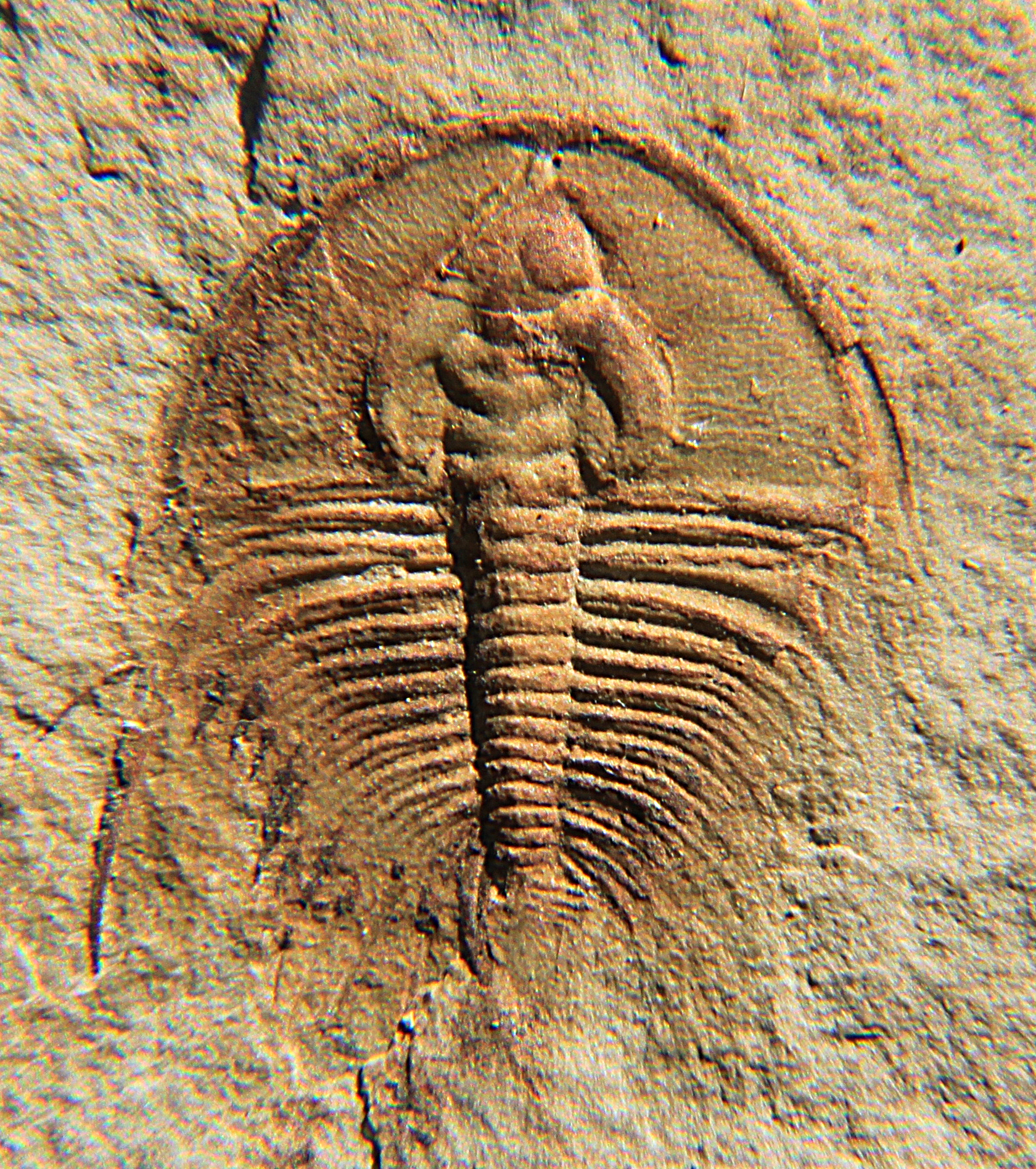
Olenellus fowleri.
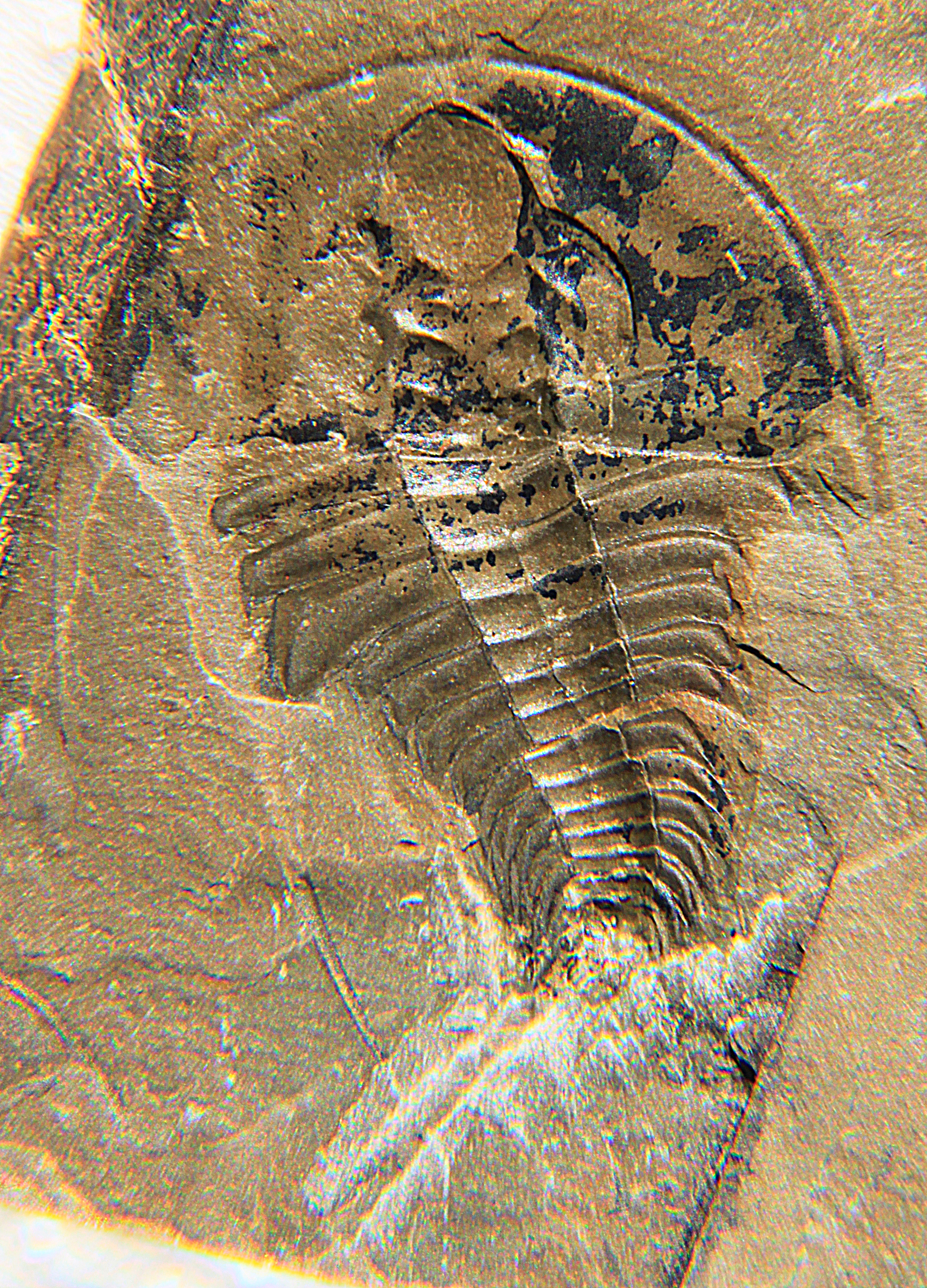
Olenellus nevadensis.
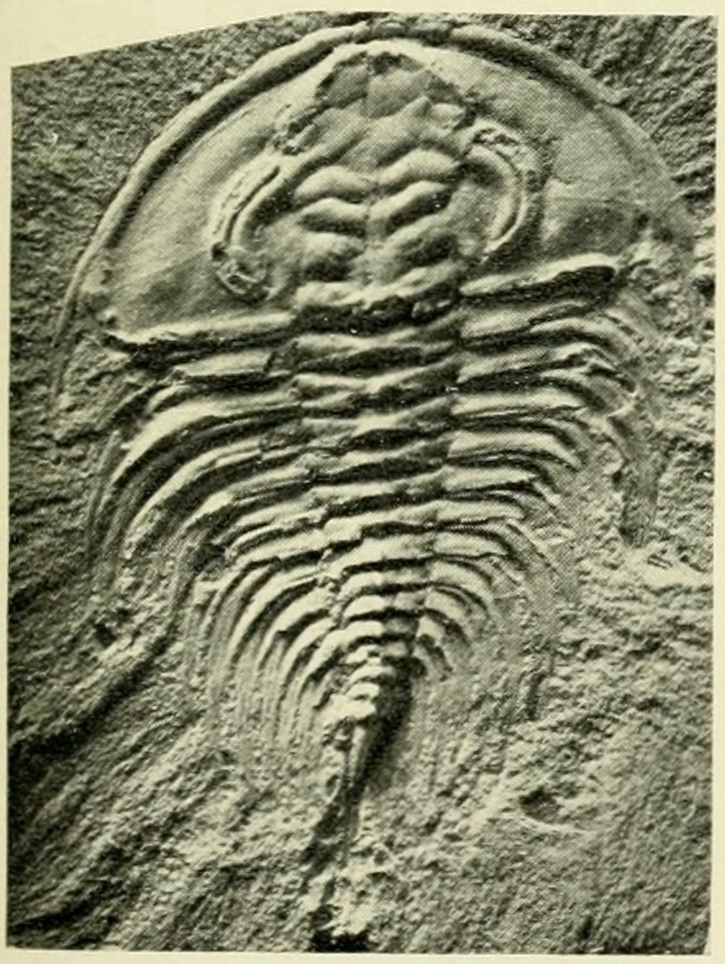
Olenellus truemani.
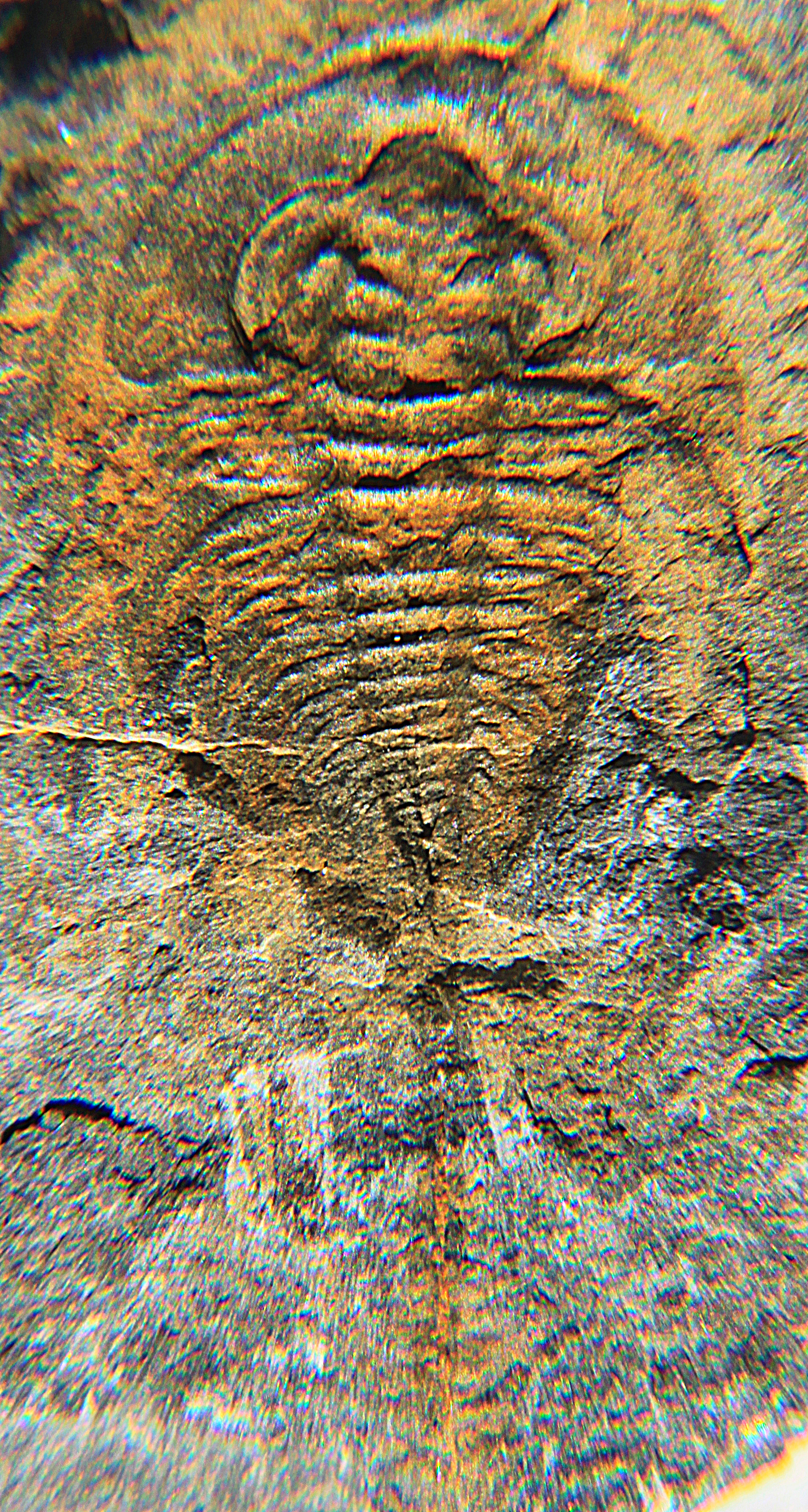
Olenellus yorkensis.
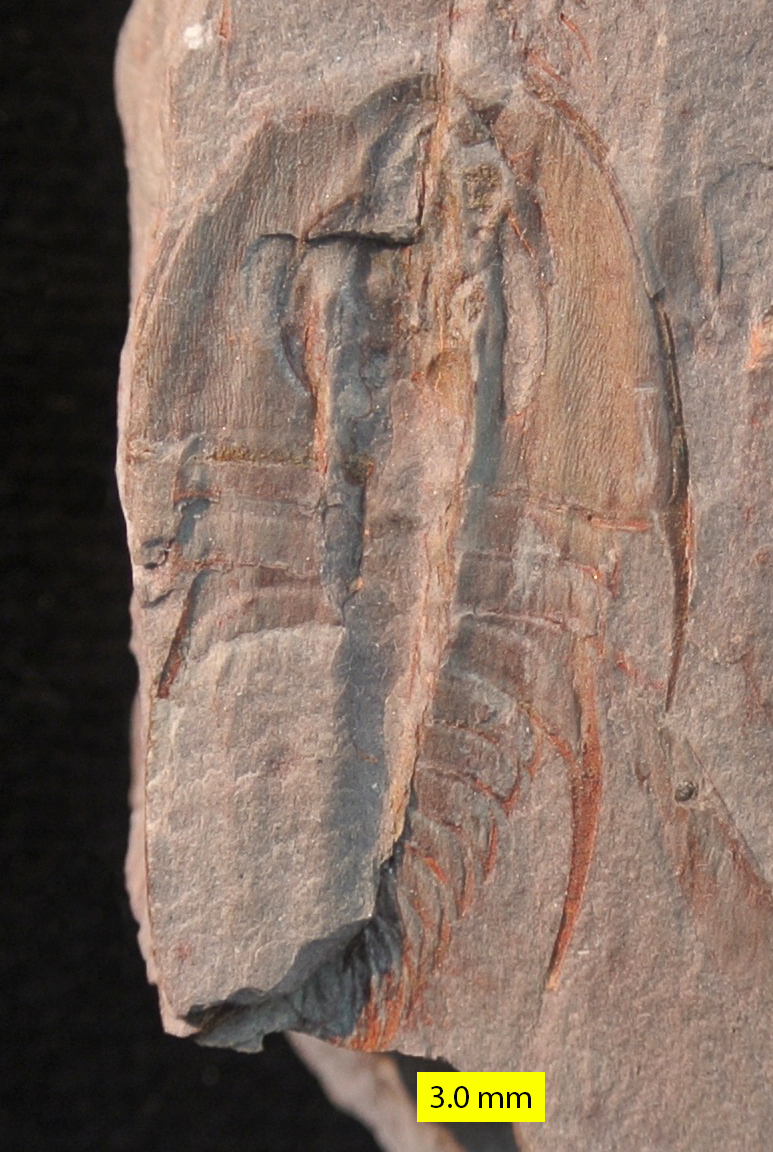
Olenellus terminatus.

## Liste des espèces
Selon la Paleobiology Database (23 août 2023) :
- sous-genre † O. (Angustolenellus)
- sous-genre † O. (Georgiellus)
- sous-genre † O. (Mesolenellus)
- sous-genre † O. (Olenelloides)
- sous-genre † O. (Olenellus)
  - †Olenellus fowleri
- sous-genre † O. (Paedeumias)
  - †Olenellus chiefensis
  - †Olenellus puertoblancoensis
  - †Olenellus terminatus
  - †Olenellus perkinsi

- †Olenellus agellus
- †Olenellus alius
- †Olenellus brachyomma
- †Olenellus bufrontis
- †Olenellus buttsi
- †Olenellus clarki
- †Olenellus claytoni
- †Olenellus crassimarginatus
- †Olenellus georgiensis
- †Olenellus getzi
- †Olenellus gigas
- †Olenellus gilberti
- †Olenellus howelli
- †Olenellus latilimbatus
- †Olenellus megafrontalis
- †Olenellus nevadensis
- †Olenellus parvofrontatus
- †Olenellus peculiaris
- †Olenellus puertoblancoensis
- †Olenellus robsonensis
- †Olenellus roddyi
- †Olenellus jonasae
- †Olenellus nitidus
- †Olenellus nodosus
- †Olenellus similaris
- †Olenellus romensis
- †Olenellus schucherti
- †Olenellus thompsoni
- †Olenellus walcotti
- †Olenellus wanneri
- †Olenellus austinvillensis
- †Olenellus sequornalus
- †Olenellus turmalis

Selon GBIF (23 août 2023) :
- †Olenellus altifrontatus Fritz, 1972
- †Olenellus baileyi
- †Olenellus bufrontis Fritz, 1991
- †Olenellus fowleri Palmer, 1998
- †Olenellus gilberti White, 1874
- †Olenellus laxocules Fritz, 1972
- †Olenellus paraoculus Fritz, 1972
- †Olenellus parvofrontatus Fritz, 1991
- †Olenellus roddyi Resser & Howell, 1938
- †Olenellus sequomalus Fritz, 1972
- †Olenellus sphaerulosus Fritz, 1991

Selon BioLib (23 août 2023) :
- † Olenellus agellus Resser & Howell, 1938
- † Olenellus altifrontatus Fritz, 1972
- † Olenellus chiefensis Palmer, 1998
- † Olenellus clarki (Resser, 1928)
- † Olenellus crassimarginatus Walcott, 1910
- † Olenellus fowleri Palmer, 1998
- † Olenellus getzi Dunbar, 1925
- † Olenellus gilberti White, 1874
- † Olenellus howelli Meek, 1874
- † Olenellus nevadensis (Walcott, 1910)
- † Olenellus parvofrontatus Fritz, 1991
- † Olenellus puertoblancoensis Lochman, 1952
- † Olenellus robsonensis Burling, 1916
- † Olenellus roddyi Resser & Howell, 1938
- † Olenellus romensis Resser & Howell, 1938
- † Olenellus schucherti (Resser & Howell, 1938)
- † Olenellus terminatus Palmer, 1998
- † Olenellus thompsoni (Hall, 1859)
- † Olenellus transitans (Walcott, 1910)

Selon l'IRMNG (23 août 2023) :
- † Olenellus altifrontatus Fritz
- † Olenellus arcticus Poulsen, 1927
- † Olenellus carinatus Poulson, 1958
- † Olenellus curvicornis Poulson, 1932
- † Olenellus getzi Hall
- † Olenellus kentensis Poulsen, 1927
- † Olenellus laevis Poulsen, 1958
- † Olenellus laxocules Fritz
- † Olenellus mackenziensis
- † Olenellus paraoculus Fritz
- † Olenellus puertoblancoensis Lochman
- † Olenellus reticulatus
- † Olenellus sequomalus Fritz
- † Olenellus simplex Poulson, 1932
- † Olenellus thompsoni (Hall, 1859)
- † Olenellus troelseni Poulson, 1958
- † Olenellus truemani Walcott

Selon les collections du Muséum national d'Histoire naturelle (23 août 2023) :
- † Olenellus vermontanus (Hall, 1859)

## Publication originale
- [1890] (en) C. D. Walcott, « Descriptive notes of new genera and species from the Lower Cambrian or Olenellus zone of North America », Proceedings of the United States National Museum, vol. 12,‎ 1890, p. 33-46